# رؤوفين فيلدمان
رؤوفين فيلدمان هو حاخام وسياسي إسرائيلي، ولد في 29 ديسمبر 1899 في كراكوف في بولندا، وتوفي في 7 أبريل 1990 في إسرائيل. نشط حزبياً في ماباي. وقد انتخب عضو الكنيست ‏ (20 أغسطس 1951 – 15 أغسطس 1955).